# オルリ・アントワーヌ・ド・トゥナン

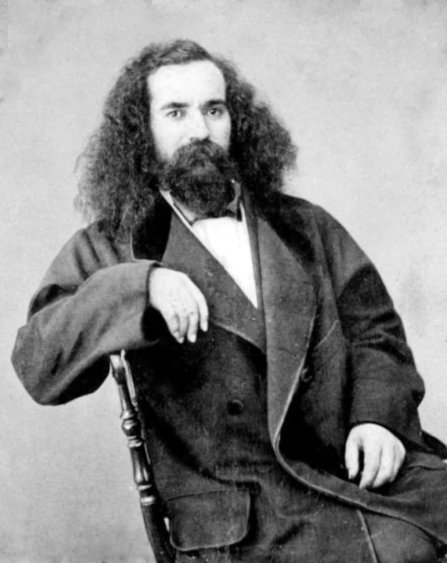
オルリ・アントワーヌ1世。アラウカニア・パタゴニア国王

オルリ・アントワーヌ・ド・トゥナン（Orelie-Antoine de Tounens、1825年5月12日‐1878年9月17日）は、フランス人の弁護士兼冒険家。1860年に南アメリカの先住民族マプチェ族の英雄、カウポリカンの再来であると称して、土地と人民を組み込みアラウカニア・パタゴニア王国を建国、同国の王位を戴いた（オルリ・アントワーヌ1世）。これがアントワーヌによる勝手な名乗りなのか、マプチェ族各部族の首長（loncos）たちに推挙された結果なのかは、識者によって見解が分かれる。

## 生涯
アントワーヌはシュルニャック・ダン（Chourgnac d'Ans）で生まれた。1858年にチリのコキンボに移住。サンティアゴ市と港町バルパライソに2年間滞在して、スペイン語やマプーチェ語の習得と交友関係の構築に費やした。そこで、その頃チリ政府の影響が及んでいなかったアラウカニアの地に眼をつけ、当地にフランスの植民地を設ける計画を練った。アントワーヌはバルディビア(en)で出会ったふたりのフランス人商人に、この計画を漏らしている。そして1860年、彼は計画を実行に移すべく、現在のラ・アラウカニア州に当たる当時マプチェ族が事実上支配していた地域に移り住んだ。

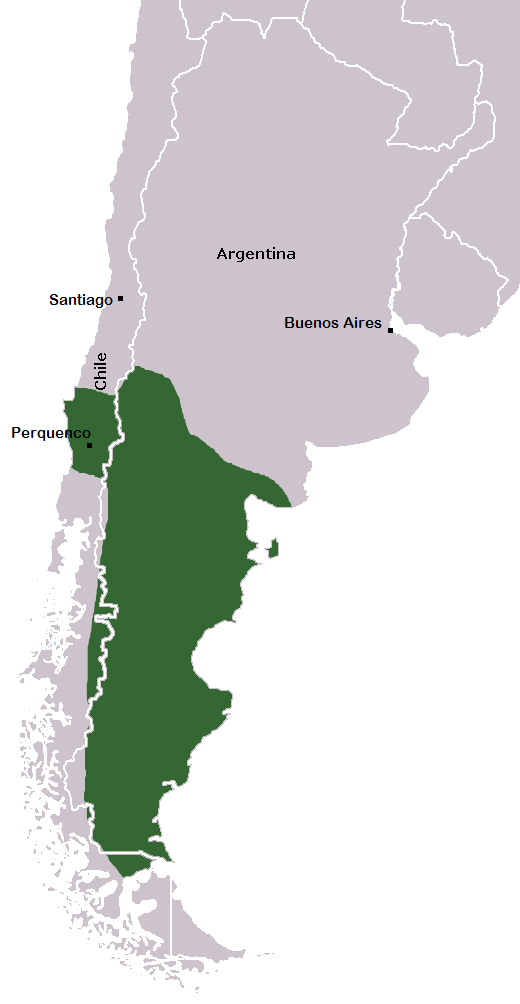
王国が主張した領土

アラウカニア・パタゴニア王国旗

### 王国設立
アントワーヌは弁護士としての法律知識を根拠に、ビオビオ川南部の地域はチリにもアルゼンチンにも属していないとの主張を展開した。1860年11月17日、後に「外務大臣」となるフランス人移住者F.デフォンテーヌが経営する農場で、アラウカニアの独立を宣言し、宣言書へ署名をした。そして、マプチェ族系の諸族の首長を集めた議会を招集し、彼らの投票によって決議された形式を取って立憲君主制を定めた。続いて国歌と国旗を制定し、憲法を起草し、農政･教育･防衛他の大臣を指名し、さらに王国の通貨として硬貨を鋳造するなど、国家としての体裁を整えた。この王国建設を知ったパタゴニアの部族長たちはアントワーヌに接触して同国への編入を希望し、これは実現した。こうして彼のアラウカニア・パタゴニア王国は、チリ中部からアルゼンチン南部にかけた広大な地域を領土とした。
外国からの承認を得るべく、アントワーヌは宣言書の写しをチリのエル・メルクリオ新聞社に送付し、1860年12月29日にはこれを出版した。さらに彼はチリ政府代表と謁見するためにバルパライソに向かったが、チリ政府は一貫して無視の態度を決め込んでいた。一方でアントワーヌはフランス政府を巻き込もうとも試みた。フランス領事は問い合わせなどを通じて少々の接触を持ったが、その結論は「非常識なもの」として関わりを持たないという判断だった。
アントワーヌの王国はチリ政府にとって何ら脅威ではなかったが、アラウカニア併呑をもくろむ当局にとって格好の口実となった。1862年、軍はアラウカニア制圧作戦を実行に移した。再び不安定になりつつある政情に武装を固め始めたマプチェ族が待つアラウカニアにアントワーヌは戻り、各部族への歴訪を行っていた。ところが、使用人だったフワン・バウティスタ・ロサレス（Juan Bautista Rosales）に手引きされたチリ当局が彼を拉致し、監獄に収監した。さらに裁判にかけ、フランス領事館が介在する直前には精神病院に放り込もうとしていた。こうして、アントワーヌはフランスに強制送還された。

### 晩年
アントワーヌは己の処遇に不満を表明し続け、1863年には回顧録を出版するなど依然として精力的であった。1869年、彼はブエノスアイレス経由でアラウカニアに戻り、チリ当局から「彼は処刑された」と説明を受けていたマプチェ族の人々を驚かせた。彼は王国の再建に着手したが、またもチリ当局に眼をつけられた。コルネリオ・サアベドラ・ロドリゲス将軍はアントワーヌの首に賞金を掛けたが、マプチェの人々はこの奇妙な同盟相手を守り続けた。
しかし1871年、アントワーヌの資金は底を突き、フランスに戻らざるを得なくなった。しかし、回顧録第2巻の発行やアラウカニア国民向けの新聞社『La Corona de Acero』（Iron Crown‐「鉄の冠」の意）設立など、彼の行動は衰えを知らなかった。1872年、アントワーヌは相続人を儲けるために花嫁を探している旨公告した。翌年には兄弟に向けた手紙で、マドモアゼル・デ・パーシーと結婚する予定だと伝えたが、これが実現した証拠は全く無い。
1874年、アントワーヌは懲りずに渡航を試みた。この時にはヨーロッパの起業家数人からわずかながら援助を受け、少しばかりの兵士と武器を伴っていた。しかし、彼はチリ政府から厄介者（ペルソナ・ノン・グラータ）として煙たがれており、しかも彼が持っていたパスポートは偽造品だった。7月にはアルゼンチン沿岸のバイアブランカに上陸したが、即座に追放処分となりフランスに送還された。
1876年、またもアントワーヌは南アメリカに渡った。しかしながら、パタゴニアに向かう道中で地方の移民者に拉致されチリ当局に引き渡された。この時、彼は重い病気に罹り、手術が必要だと診断された。またしても彼はフランスに戻され、目的のアラウカニアにはたどり着けなかった。
1878年、アントワーヌはフランスのドルドーニュ県Tourtoiracで波乱万丈な生涯を終えた。

## その後
アントワーヌには子供がいなかったが、親族の何人かが王国の相続人に立った。ギュスターヴ＝アシル・ラヴィヤルド（Gustave-Achille Laviarde）はアシル1世を名乗り、アメリカ合衆国大統領グロバー・クリーブランドにアラウカニアの独立を承認させようと運動した。1902年のアシル1世死後、アントワーヌ＝イポリット・クロゼル（Antoine-Hippolyte Croselle）がアシル2世を襲名。以後、アシル3世を経て1950年にはフィリップ王子（Prince Philippe）が王位を継承している。フィリップは2014年1月5日に死去した。
フランスに在住した前国王フィリップは、時にマプチェ族についてコメントを発表することがあった。また、非営利団体「北米アラウカニア王党協会」(NAARS)が1995年に設立された。ただし、地球上のどの主権国家も、アラウカニア・パタゴニア王国を承認してはいない。